# Школьный округ имени Дэвида Дугласа
Шко́льный о́круг и́мени Дэ́вида Ду́гласа (англ. David Douglas School District) — школьный округ в Восточном Портленде, штат Орегон, США. Образован в 1959 году в результате объединения Гилбертского, Пауэллхёрстского и Рассэлвилльского округов начальных школ и округа Союза Дэвида Дугласа.

## Статистика
По состоянию на 2012 год в округ входит девять начальных школ, три средних школы и одна школа с альтернативным кампусом. Он обслуживает более 10 330 учащихся дошкольного возраста и школьников до 12-го класса. Площадь округа — 12 кв. миль.
По данным Департамента образования штата Орегон, в 2009 учебном году в округе насчитывалось 479 бездомных школьников, что составляет 4,5 % от общего числа учащихся округа. 23,7 % учеников изучали английский язык; по оценке администрации округа, было насчитано 67 различных языков, используемых учениками.

## Школы
В округе расположены следующие школы:
- Начальные:

- Черри Парк (Cherry Park)
- Эрл Бойлс (Earl Boyles)
- Гилберт Хайтс (Gilbert Heights)
- Гилберт Парк (Gilbert Park)
- Линкольн Парк (Lincoln Park)
- Менло Парк (Menlo Park)
- Милл Парк (Mill Park)
- Вентура Парк (Ventura Park)
- Уэст Пауэллхёрст (West Powellhurst)

- Средние:

- Элис Отт (Alice Ott)
- Флойд Лайт (Floyd Light)
- Рон Расселл (Ron Russell)

- Старшие:

- Школа им. Дэвида Дугласа
- Кампус Фер Ридж (Fir Ridge Campus)

В период с 2008 по 2010 год по соглашению со школьным советом в округе действовала т. н. «Академия Азбуки» — чартерная школа с уклоном на изучение русского языка и русской культуры. В год, предшествующий закрытию, в ней обучалось 50 учеников из 9, 10 и 11-го классов.